# Einstweiliger Ruhestand
In den einstweiligen Ruhestand können in Deutschland ohne Angabe von Gründen politische Beamte, Generale und Admirale versetzt werden. Dabei ist kein persönliches Fehlverhalten oder Dienstvergehen nötig. Meist wird die Versetzung in den einstweiligen Ruhestand mit einem gestörten Vertrauensverhältnis begründet. Im Gegensatz zu einer Entlassung wird sofort ein Ruhegehalt gezahlt und die betroffene Person ist verpflichtet, einer neuen Berufung in ein Beamtenverhältnis Folge zu leisten. Begründet wird die Möglichkeit, politische Beamte in den einstweiligen Ruhestand zu versetzen, damit, dass sie Ämter bekleiden, bei deren Ausübung sie in fortdauernder Übereinstimmung mit den grundsätzlichen politischen Ansichten und Zielen der Regierung stehen müssen.

## Gesetzliche Bestimmungen
Die Rechtsgrundlagen für die Versetzung in den einstweiligen Ruhestand unterscheiden sich zwischen Bundes- und Landesbeamten sowie Soldaten. Gemeinsam ist ihnen, dass die Versetzung in den einstweiligen Ruhestand ein Verwaltungsakt ist.

### Bundesbeamte
Der einstweilige Ruhestand ist für Beamte des Bundes in §§ 54–58 Bundesbeamtengesetz (BBG) geregelt.
Politische Beamte, die Träger der in § 54 Abs. 1 BBG bezeichneten Ämter sind und die sich in einem Beamtenverhältnis auf Lebenszeit befinden, können in den einstweiligen Ruhestand versetzt werden (§ 54 BBG). Ein politischer Beamter auf Probe kann jederzeit entlassen werden (§ 36 BBG). Die Versetzung in den einstweiligen Ruhestand wird de facto vom zuständigen Bundesminister entschieden, de jure vom Minister beim Bundespräsidenten beantragt und verfügt.
Der einstweilige Ruhestand beginnt grundsätzlich mit dem Zeitpunkt, zu dem die Versetzung dem Beamten bekannt gegeben wird. Im Einzelfall kann ein späterer Zeitpunkt festgelegt werden. Dieser darf jedoch nicht später liegen als das Ende des dritten Monats, welches dem Monat der Bekanntgabe folgt. Die Versetzungsverfügung kann bis zum Beginn des Ruhestandes zurückgenommen werden (§ 56 BBG).
Beamte im einstweiligen Ruhestand sind verpflichtet, einer erneuten Berufung Folge zu leisten, wenn ihnen im Dienstbereich ihres früheren Dienstherrn ein Amt mit mindestens demselben Endgrundgehalt verliehen werden soll (§ 57 BBG).
Der einstweilige Ruhestand endet, wenn der ehemalige Beamte erneut in ein Beamtenverhältnis auf Lebenszeit berufen wird. Im Übrigen gilt der Beamte mit Erreichen der Regelaltersgrenze als dauerhaft in den Ruhestand versetzt (§ 58 BBG).
Die Fallgruppe der politischen Beamten stellt bei Versetzungen in den einstweiligen Ruhestand den Regelfall dar. Ausnahmsweise können, bei organisatorischen Veränderungen, auch andere Beamte auf Lebenszeit mit einem Amt der Bundesbesoldungsordnung B in den einstweiligen Ruhestand versetzt werden. Voraussetzung ist die Auflösung oder eine wesentliche Änderung des Aufbaus oder der Aufgaben einer Behörde oder die Verschmelzung von Behörden, sofern das Aufgabengebiet des Beamten davon betroffen ist, eine ihrem Amt entsprechende Planstelle eingespart wird und eine Versetzung nicht möglich ist (§ 55 Satz 1 BBG).
Für Bundesbeamte und Bundesrichter ist die Versorgung in § 14 Beamtenversorgungsgesetz (BeamtVG) geregelt. Demnach erhält der in den einstweiligen Ruhestand versetzte Bundesbeamte maximal für drei Jahre 71,75 % der ruhegehaltfähigen Dienstbezüge des letzten Grundgehalts zuzüglich Familienzuschlag. Danach erhält der Beamte lebenslang, basierend auf der Anzahl seiner bisherigen Dienstjahre (pro Jahr 1,79375 %), eine Pension zwischen 35 und 71,75 % seiner früheren Dienstbezüge. Diese Werte werden mit 0,9901 multipliziert (§ 5 Abs. 1 Hs. 2 BeamtVG), sodass der Anspruch de facto bei 1,775991875 % pro Jahr bzw. zwischen 34,6535 und 71,04 % liegt.

### Landesbeamte
Wer politischer Landesbeamter nach den Regelungen des § 30 Abs. 1 Satz 1 Beamtenstatusgesetz (BeamtStG) ist, bestimmt sich nach § 30 Abs. 1 Satz 2 BeamtStG in Verbindung mit den jeweiligen Landesbeamtengesetzen. Nach dem § 37 des Beamtengesetzes für das Land Mecklenburg-Vorpommern vom 17. Dezember 2009 sind Staatssekretäre, der Sprecher der Landesregierung und der Leiter der Abteilung für Verfassungsschutz im Innenministerium politische Beamte.

### Soldaten
Das Soldatengesetz (SG) bestimmt in § 50 den Kreis von Soldaten, die in den einstweiligen Ruhestand versetzt werden können. Dies betrifft alle Soldaten ab der Besoldungsgruppe B 6, also die Dienstgradgruppe der Generale und Admirale mit den Dienstgraden Brigadegeneral, Flottillenadmiral, Generalarzt, Admiralarzt, Generalapotheker, Generalmajor, Konteradmiral, Generalstabsarzt, Admiralstabsarzt, Generalleutnant, Vizeadmiral, Generaloberstabsarzt, Admiraloberstabsarzt, General und Admiral. Gemäß § 50 Absatz 1 SG verfügt die Versetzung in den einstweiligen Ruhestand, wie bei Bundesbeamten, der Bundespräsident. Der Antrag wird vom Bundesminister der Verteidigung beim Bundespräsidenten gestellt.
Die Regelungen des Bundesbeamtengesetzes über den Beginn und das Ende des einstweiligen Ruhestandes sowie über die erneute Berufung gelten für Soldaten entsprechend. (siehe: Abschnitt Bundesbeamte)
Der in den einstweiligen Ruhestand versetzte Soldat gilt mit Erreichen der allgemeinen Altersgrenze als dauernd in den Ruhestand versetzt (§ 50 Abs. 2 Satz 2 SG).
Die Versorgung der Soldaten, auch der in den einstweiligen Ruhestand versetzten, richtet sich nach dem Soldatenversorgungsgesetz (SVG). Bei einem in den einstweiligen Ruhestand versetzten Soldaten beträgt das Ruhegehalt 71,75 Prozent der ruhegehaltfähigen Dienstbezüge der Besoldungsgruppe, in der er sich zur Zeit seiner Versetzung in den einstweiligen Ruhestand befunden hat. Die Dauer entspricht der Dauer, in dem der Soldat den Dienstgrad innehatte, mit dem er in den einstweiligen Ruhestand versetzt wurde – jedoch mindestens sechs Monate und längstens drei Jahre. Das erhöhte Ruhegehalt darf die Dienstbezüge, die dem Berufssoldaten in diesem Zeitpunkt zustanden, nicht übersteigen; das nach sonstigen Vorschriften ermittelte Ruhegehalt darf nicht unterschritten werden (§ 26 Abs. 9 SVG).